# جلوخزندگان
جلوخزندگان (نام علمی: Metoposauridae) نام یک تیره از بالاخانواده جلوخزنده‌واران است.